# Krieler Dömchen
Koordinaten: 50° 55′ 10″ N, 6° 54′ 22″ O

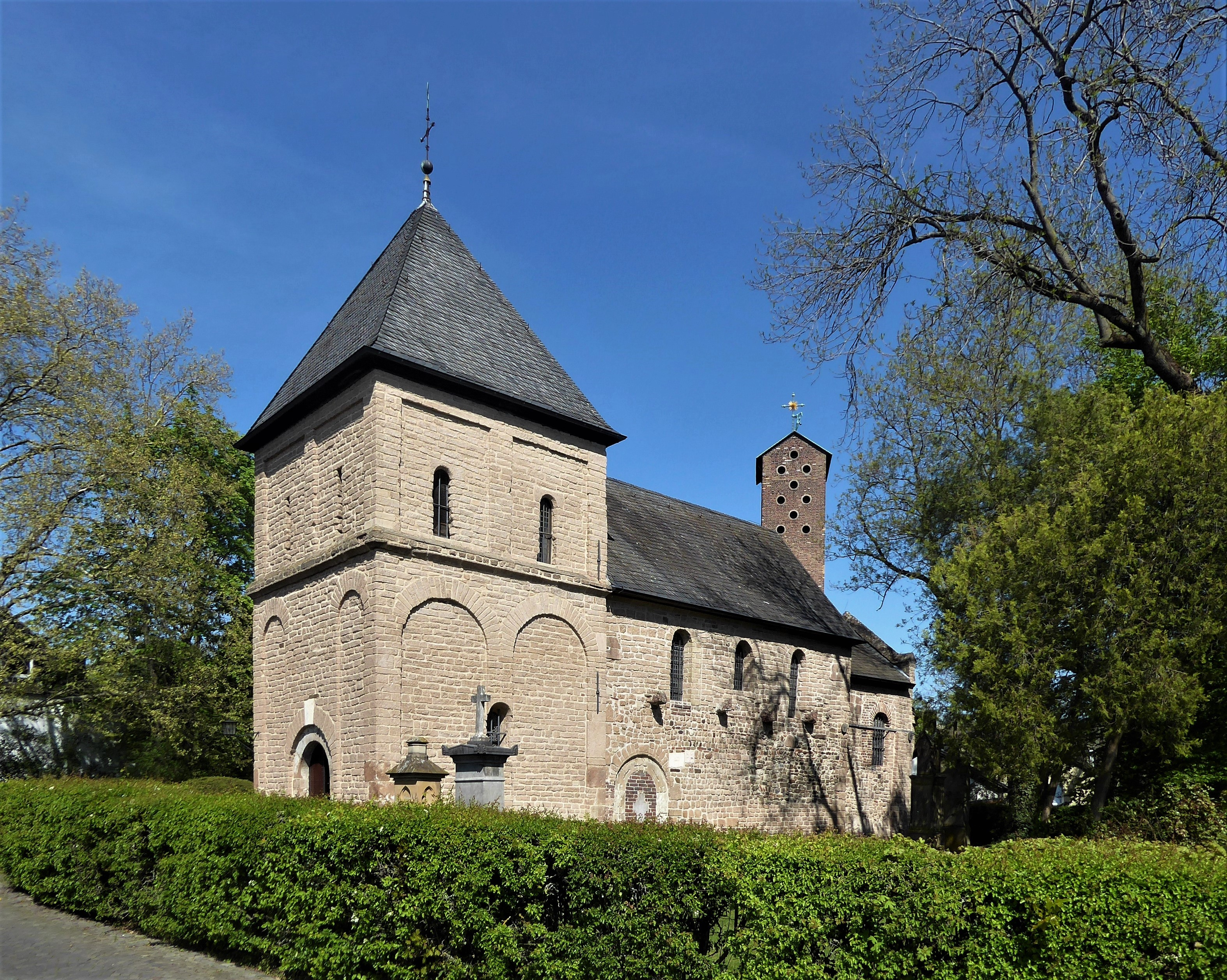
Krieler Dömchen – im Hintergrund der Turm der Pfarrkirche St. Albertus Magnus

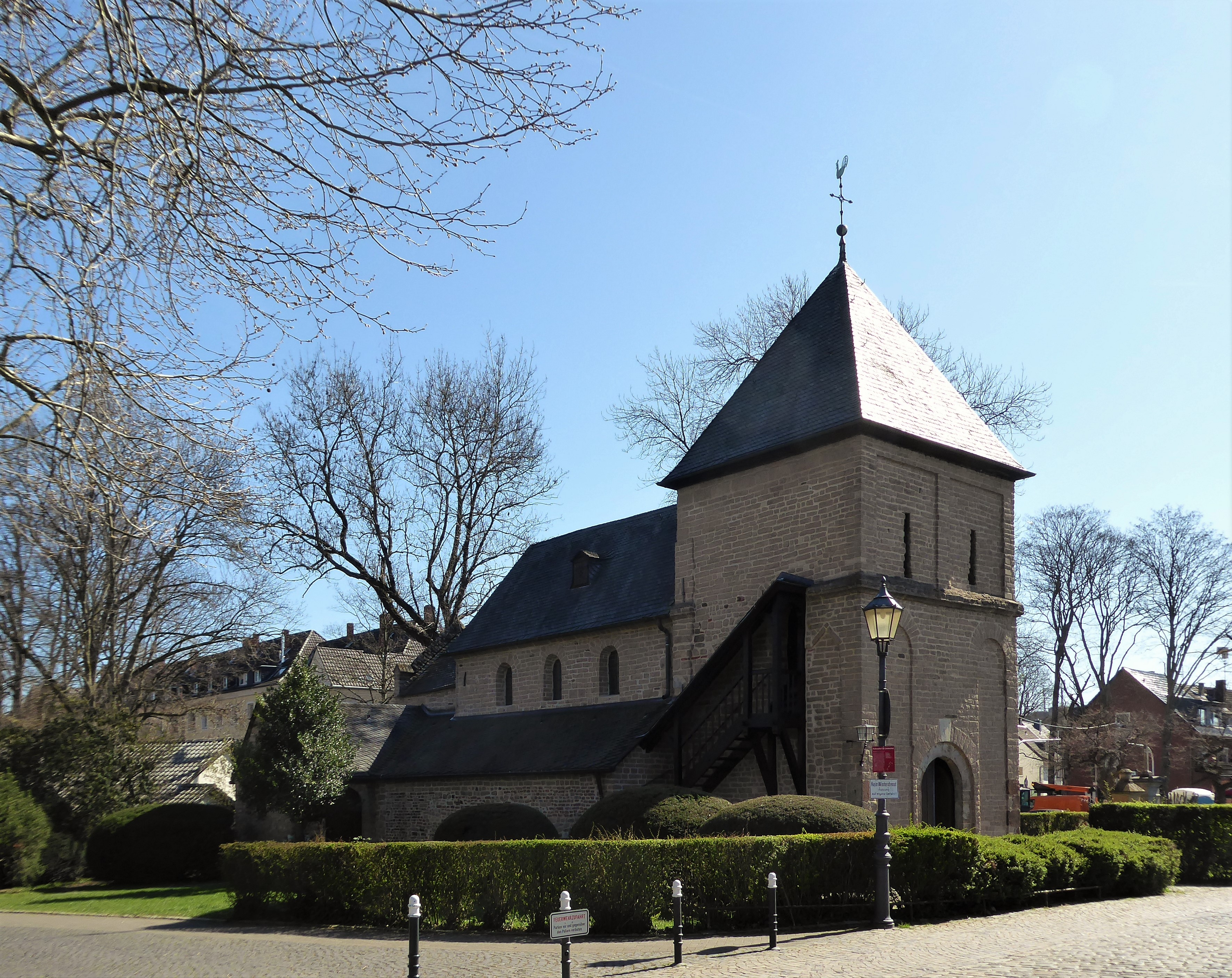
Seitenansicht des Krieler Dömchens

Die Kirche Alt St. Stephan, Krieler Dömchen genannt, ist das älteste kirchliche Gebäude in Köln-Lindenthal und nach St. Gereon das zweitälteste Kölns. Das Gründungsjahr als christliche Kirche ist unbekannt. Die Kirche gehört zu den 13 kleinen romanischen ehemaligen Dorfkirchen vor der mittelalterlichen Stadtmauer Kölns, die heute zu Köln gehören. Sie wird vom Förderverein Romanische Kirchen Köln betreut. Alt St. Stephan diente bis zur Einweihung der neuen Pfarrkirche St. Stephan in der Bachemer Straße im Jahr 1887 den Krielern und der übrigen katholischen Bevölkerung Lindenthals als Pfarrkirche.
Die dem Erzmärtyrer Stephanus geweihte kleine Kirche aus dem 10. bis 11. Jahrhundert im Südwesten der Stadt Köln liegt neben St. Albertus Magnus im Stadtbezirk Lindenthal am Suitbert-Heimbach-Platz zwischen Zülpicher und Gleueler Straße unweit des äußeren Kölner Grüngürtels. Der die Kirche an der Südseite im Halbrund umschließende Kirchhof ist die älteste Begräbnisstätte Lindenthals. Hier fanden bis 1869 Beerdigungen statt.

## Vorgeschichte

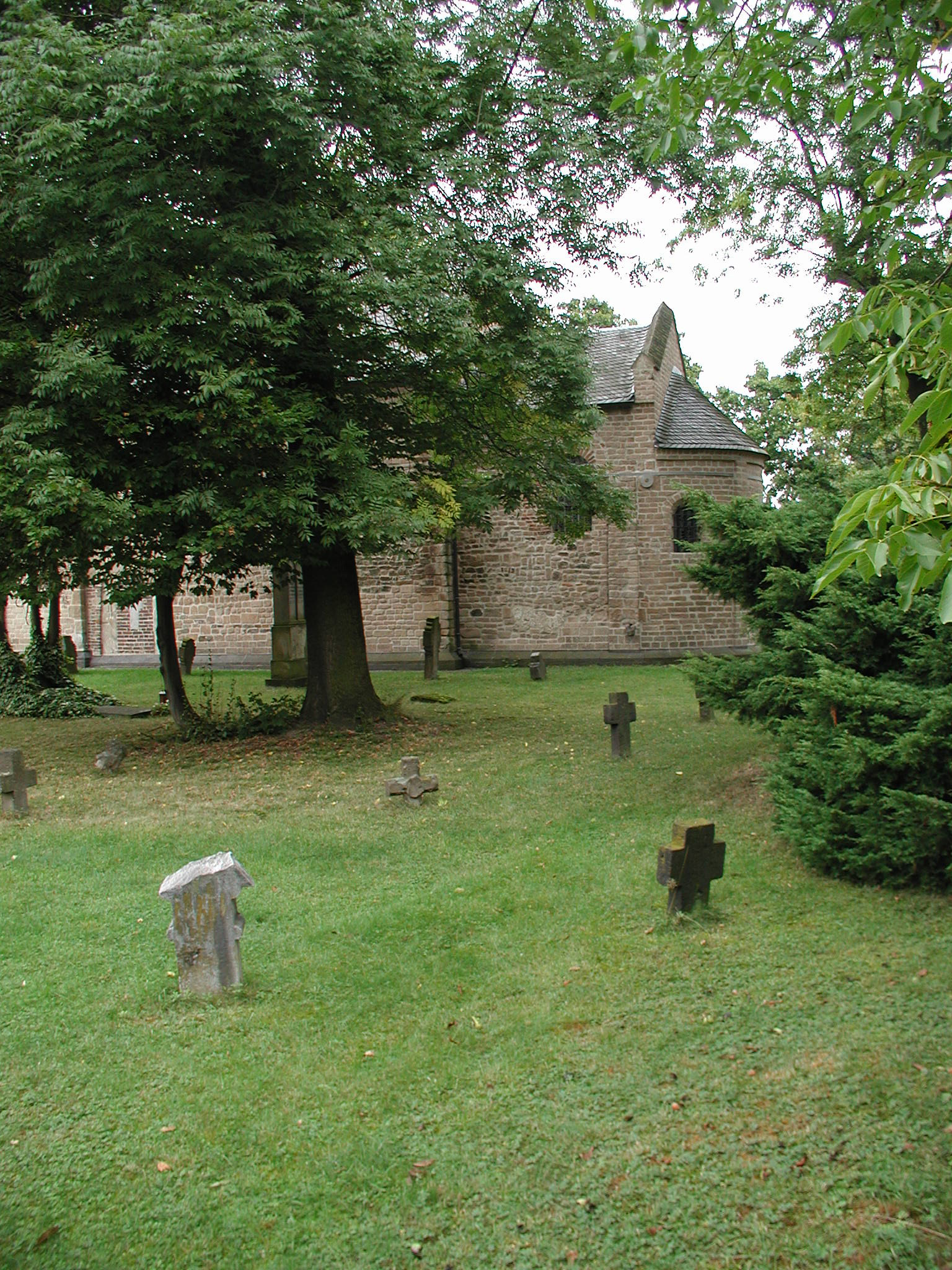
Kirchhof Krieler Dömchen, Grabsteine aus dem 17. Jahrhundert

Schon zur Zeit der Römer gab es im südwestlichen Bereich des heutigen Lindenthal Ziegeleien, die aber im frühen Mittelalter aufgegeben wurden. So erklärt sich, dass das frühromanische Kirchenbauwerk auf dem Fundament eines noch älteren Gebäudes steht, für das offenbar römische Ziegel verwendet wurden.

### Legenden
Nach einer Legende soll der spätere Kölner Erzbischof Hildebold an dieser damaligen Saalkirche als Pfarrer gewirkt haben, an der ihn Karl der Große entdeckt hat.
Die in Publikationen im Zusammenhang mit Bischof Hildebold und seinem Gönner Karl dem Großen auftauchenden Geschichten, der Kaiser hätte sich für Marmor aus einem Steinbruch im Krieler Raum interessiert, beziehen sich wohl auf Eifelmarmor, schon wegen der geologischen Gegebenheiten der Kölner Bucht mit teilweise über 1000 m mächtigen Sedimentablagerungen. Davon geht auch die These des Kölner Historiographen Aegidius Gelenius (1595–1656) aus. Dieser spricht von Marmorbrüchen im Zusammenhang mit den mit Kalksinter überzogenen Trogsteinen der an Kriel vorbeiführenden antiken römischen Eifelwasserleitung. Das auch „Römerkanal“ genannte Bauwerk war schon zur Zeit der Staufer wegen der marmorartigen Struktur des Kalksinters als Baumaterialquelle begehrt und geschätzt.
Die bei einer Bodenschürfung vor dem Zweiten Weltkrieg durch Kölner Archäologen des Römisch-Germanischen Museums zu Köln gefundenen Artefakte, führten zu neuen Erkenntnissen. Man schnitt nördlich neben der Kirche verlaufende Kellerfundamente an und konnte anhand des Mauerbefundes sowie gefundener Scherben und des Bruchstücks einer Reliefbandamphore aus der karolingischen Zeit mit einer Datierung um das Jahr 900 die bisherigen Annahmen zum Alter des Kirchenbaus erhärten.

## Bauwerk

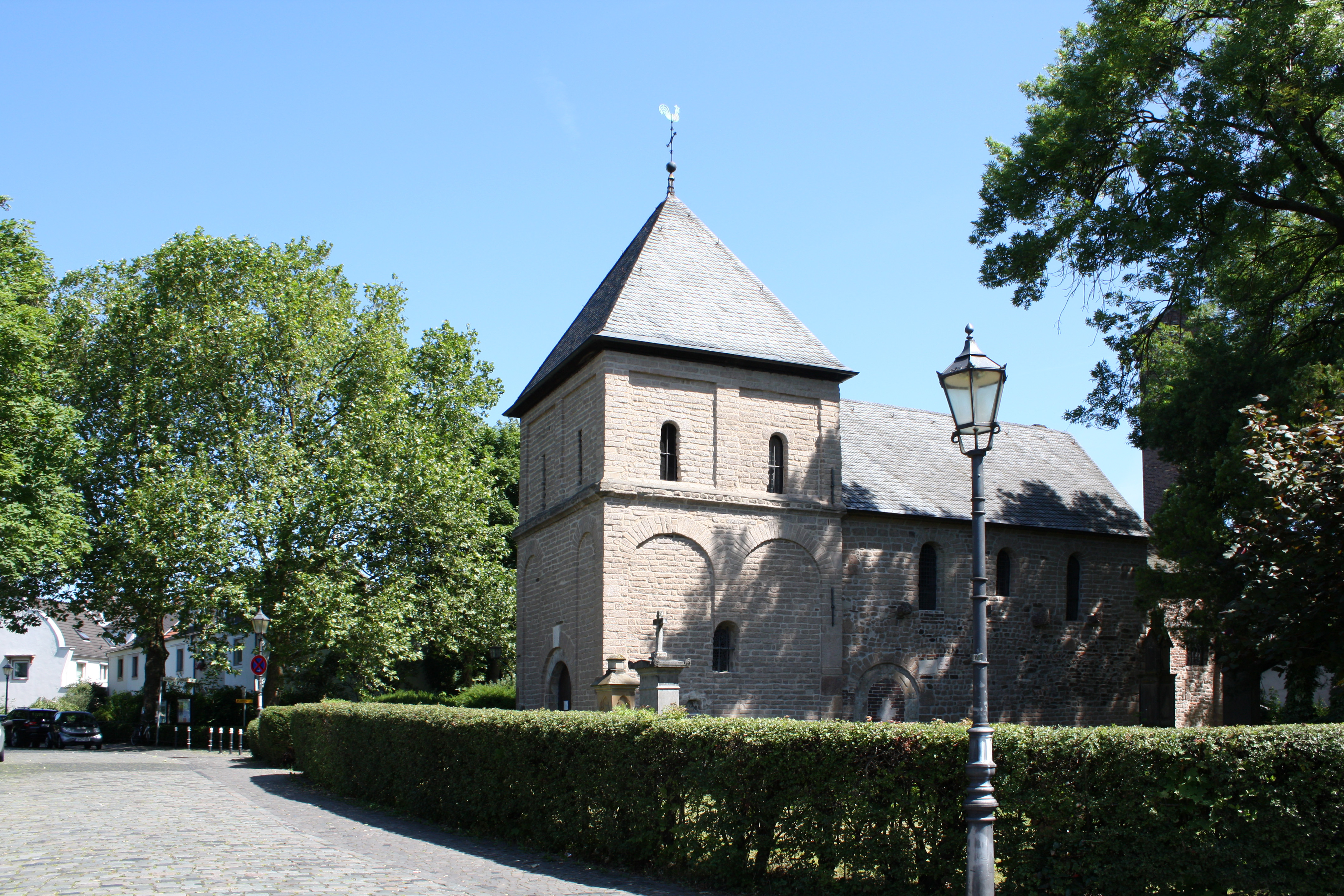
Miniaturturm und Südseite

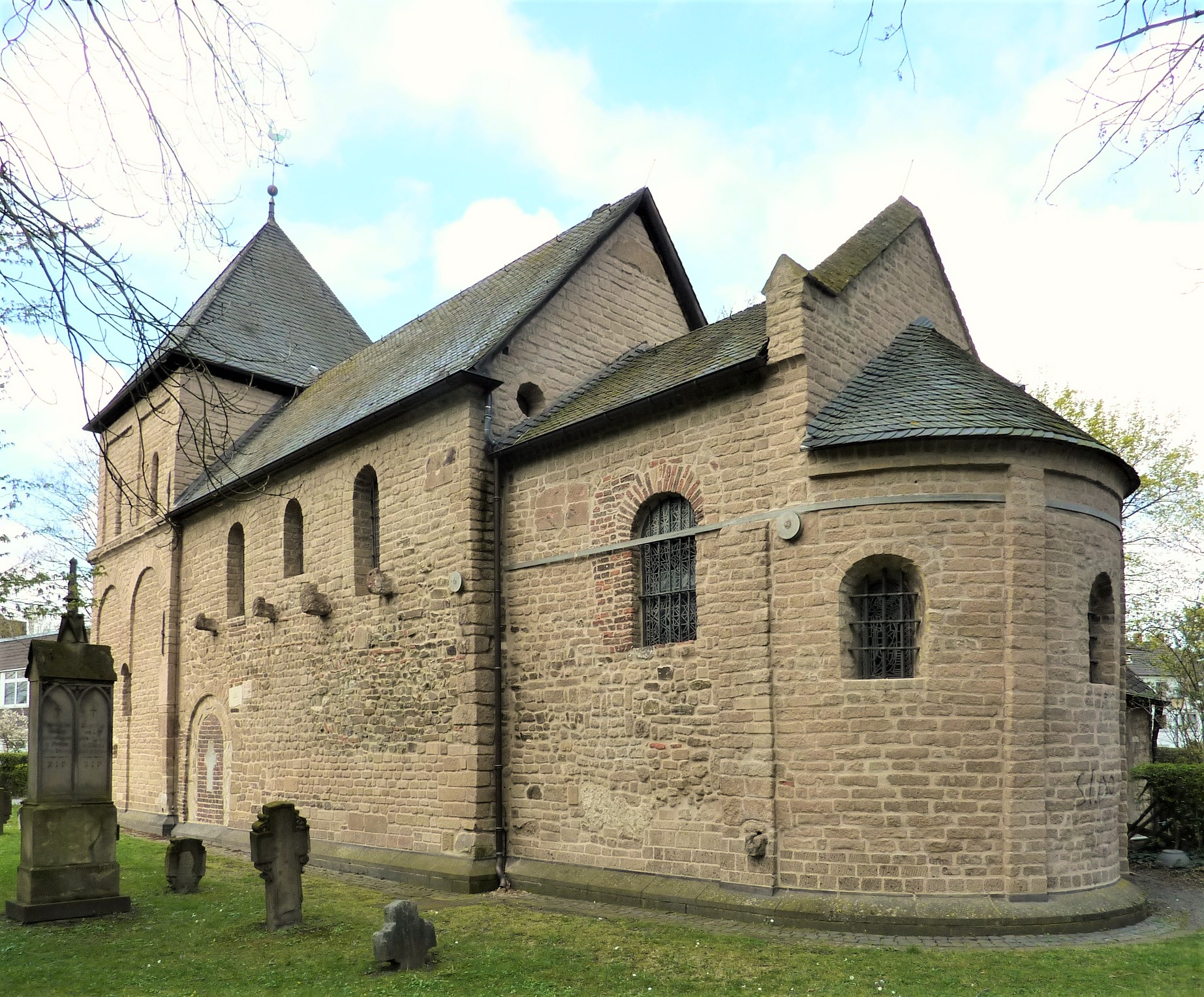
Von Südosten

Die Kirche ist eine zweischiffige asymmetrische Basilika mit eingezogenem, fast quadratischem Chorjoch und halbrunder Apsis. Es gab Veränderungen um 900, 1100, 1250, 1775 und im 20. Jahrhundert. Die heutige Länge des Bauwerkes beträgt einschließlich Turm und Apsis 18,95 m, die größte Breite 6,50 m.

### Saalkirche
Der heutige Erkenntnisstand geht davon aus, dass es in der Geschichte des Kirchenbaues drei Bauphasen mit einschneidenden Veränderungen gab. Um das Jahr 900 erfolgte wahrscheinlich der Wandel von einer aus Holz bestehenden Saalkirche zum festen Bauwerk. Das ursprüngliche dann aus Stein errichtete Bauwerk war ein Flachdeckensaal mit einem etwas niedrigeren Altarraum. Der zweiräumige Bautyp, ein Saal mit eingezogenem Rechteckchor, ist im frühmittelalterlichen Kirchenbau des Rheinlandes häufig anzutreffen.
Als weiteres Indiz kann die Namensgebung angesehen werden. In der karolingischen Zeit ist im linksrheinischen Gebiet das Stephanspatrozinium weit verbreitet. Gregor von Tours nennt den Heiligen als Patron fränkischer Kirchen bereits im 6. Jahrhundert. Erhärtet wird die Zeitansetzung der Entstehungsgeschichte der Krieler Kirche vor allem durch die aufgefundenen Reste des alten Hofgutes Kriel und drei frühchristlichen Memoriensteinen. Diese Steine waren Gedächtnistafeln für Verstorbene, die eine Kirche voraussetzten. Hiervon wurde ein mit einem Auferstehungskreuz versehener, trapezförmiger Stein als Scheitelstein über dem Westportal eingefügt. Die beiden rechteckigen Steine mit ihren eingemeißelten Volutenkreuzen wurden später in die südliche Seitenwand des Kirchenschiffes eingemauert. Parallelen zu diesen Kreuzsteinen finden sich fast ausschließlich im engeren Kölner Raum, so in St. Gereon, Groß St. Martin, Alt St. Maternus, Rodenkirchen und in Refrath.

### Turm und Eingang
Als nächste Veränderung gilt der Ausbau der östlichen, nicht eingerückten Apsis und der Bau des Turms der Kirche. Baustoffe, Mauertechnik und die spärlichen Stilelemente lassen Experten die Datierung dieser Veränderungen auf den Zeitraum um 1100 legen. Der an der Westseite des Baues stehende mit Pyramidenhelm versehene Turm mit westlichem Rundbogenportal und nördlich angebrachter Außentreppe zur Turmempore wirkt gedrungen. Das Turmerdgeschoss hat ein Kreuzgewölbe mit Graten. Der heutige Turm mit Erdgeschoss, Empore und der darüberliegenden Glockenstube hatte ehemals wohl vier Geschosse. West- und Südwand sind durch jeweils zwei Rundbogenblenden aufgelockert. Die schlank gehaltenen Bögen der westlichen Frontseite haben in ihrer Mitte das Eingangsportal.
Durch dieses betritt man eine kreuzgratgewölbte kleine Halle, in der ein Taufstein aufgestellt ist, welcher 1615 durch das Stift (Kirche) St. Gereon von der ehemaligen Pfarrkirche St. Maria Ablass für Kriel erworben wurde. Der Taufstein ist ein Tiegeltyp aus rheinischer Basaltlava. Er wird dem späten 12. Jahrhundert zugeordnet. Sein konisches Taufbecken liegt auf einer Säulentrommel und ist auf der Vorderseite bogenfriesähnlich mit kreisrunden Medaillons verziert. Die sich in den Medaillons befindenden figürlichen Darstellungen sind jedoch nicht mehr klar zu erkennen. Der Turm besteht aus Tuffstein mit vereinzelten römischen Ziegeln. Die auffallend langen Tuffsteine finden sich auch im Mauerwerk der Apsis. Buntsandstein- und Trachytquader verstärken die Ecken. Nach Integrieren des Turmes fand Abbruchmaterial von Teilen der Westwand Verwendung in der Nordwand des Langhauses.

### Glocken
Für den Turm wurden zwei Glocken gegossen. Ihre Inschriften tragen die zahlreichen Stifternamen. Auf diese Glocken wurde das fünfstimmige Geläut (d1–f1–g1–a1–b1) der benachbarten Kirche St. Albertus Magnus abgestimmt.
| Nr. | Schlagton (HT-1/16) | Gussjahr | Gießer, Gussort           | Durchmesser (mm) | Masse (kg, ca.) |
| 1   | c2 +8               | 1772     | Martin Legros, Köln       | 720              | 210             |
| 2   | f2 +4               | 1762     | Bartholomäus Gunder, Köln | 595              | 150             |

### Das Hauptschiff

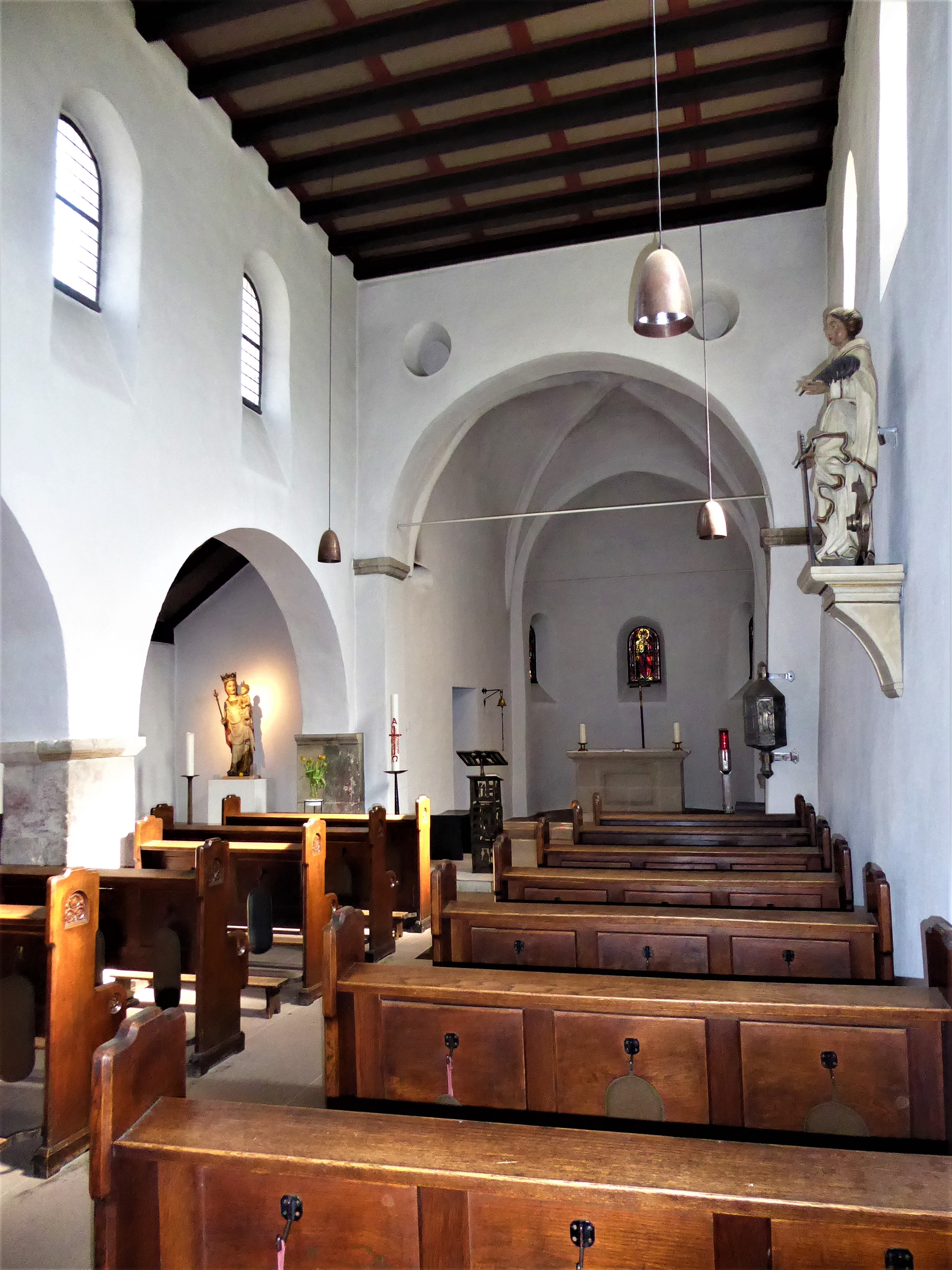
Hauptschiff

Das Hauptschiff besteht aus einem sieben Meter langen und vier Meter breiten Schiff mit einer flachen Decke, woran nach Norden ein niedriger Abhang zum Seitenschiff stößt, welches durch zwei mit Rundbogen verbundene Pfeiler vom Kirchenschiff getrennt ist. Nach Osten schließt sich, durch einen Arkadenbogen separiert, der mit einem Kreuzgewölbe versehene drei Meter lange quadratische Chor (Architektur) an. Dieser schließt durch eine halbkreisförmig gestaltete Apsis ab. Über den Scheidebögen des nördlichen Abhanges liegen kleine Fenster.

### Langseiten und Chor

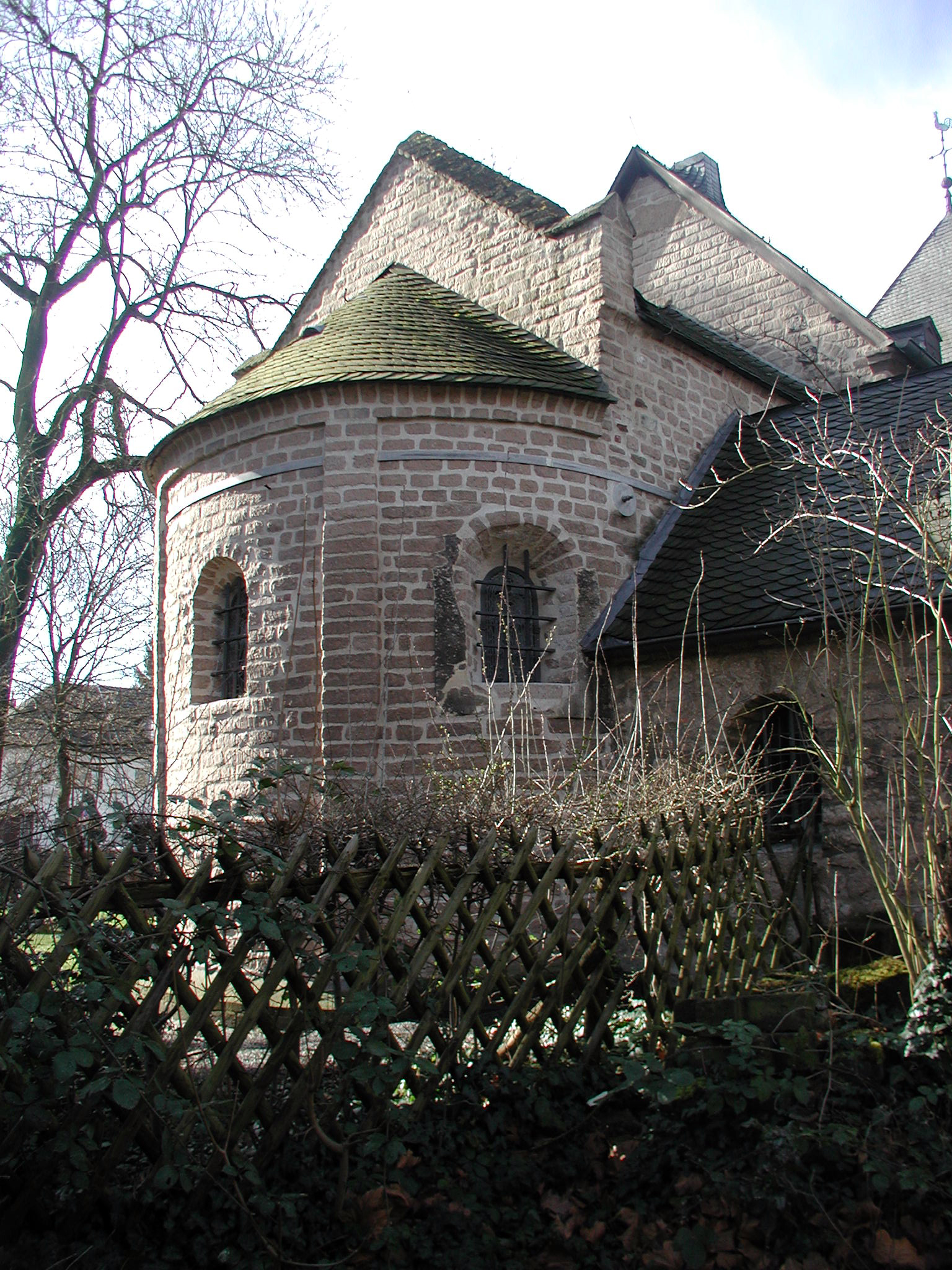
Apsis

Nachdem die Stephanuskirche zur Pfarrkirche erhoben wurde, wurde sie offenbar zu eng für die gewachsene Zahl der Gläubigen. So wurde sie durch die Angliederung eines Nordseitenschiffes erneut erweitert. Gleichzeitig wurde durch eine Veränderung des Chorgiebels und nach einer Erhöhung der Apsis das Chorgewölbe eingehängt. Als Äquivalent zum Nordschiff wurde dem Hauptschiff an der Südseite eine Vorhalle aus Holz angefügt und mit dem Langhaus durch eine Rundbogentür verbunden. Als Baumaterial für das Nebenschiff diente hauptsächlich das Abbruchmaterial der Nordwand des Hauptschiffes. Die Umgestaltung betraf auch den Chor, zunächst seine Langwände. Hier wurde an Nord- und Südseite die Oberwand nach Osten vorgeschoben. Infolgedessen war dann auch im Inneren eine Streckung des Chorquadrates erforderlich, der Apsisbeginn wurde weiter zurückverlegt.
Diese Veränderungen fanden wohl Mitte bis Ende des 13. Jahrhunderts statt. In die Zeit des Überganges vom Hochmittelalter zum Spätmittelalter fällt auch ein ungeklärter Schaden, eventuell ein Brand, für dessen Behebung das Weiherkloster an der Stadtmauer Kölns 1380 der Kirche einen Betrag von 110 Mark schenkt. Hauptschiff, Seitenschiff und oberes Turmgeschoss haben Holzbalken und Bohlendecken. Das Kreuzgewölbe des Chorjochs hat Wulstrippen, die Apsis wölbt sich in einer halben Kalotte.

### Südliche Vorhalle/Gerichtslaube
Außen an der südlichen Langseite des Schiffes sind unter den hochgelegenen Fenstern vier hakenförmig aus der Wand ragende Kragsteine angebracht. Sie lassen auf eine damalige Nebenhalle, eine so genannte Gerichtslaube, schließen, welche als Hofgericht diente. Möglicherweise war sie nur überdacht und nur teilweise geschlossen. Bekannt sind solche Nebenhallen aus Köln-Niehl, Vollberg und Kofferen.
Gegen Witterungseinflüsse geschützte Gerichtsstätten zu errichten, geht schon auf eine Anordnung Ludwig des Frommen zurück. Eine frühere Rundbogentür als Verbindung zwischen Kirchenschiff und Halle wurde mit einem Grabstein aus dem Jahr 1658 und zwei romanischen Kreuzsteinen, sogenannten Memoriensteinen, vermauert. Das Hofgericht Kriel wurde im 15. Jahrhundert nach St. Gereon in Köln verlegt. Der Abriss der südlichen Nebenhalle erfolgte jedoch erst sehr viel später. Man datiert ihn analog zur Jahreszahl des vermauerten Grabsteines in der ehemaligen südlichen Eingangstür auf das Ende des 17. Jahrhunderts. In den Archiven der Kirchen kann man noch heute zahlreiche Rechtssprüche zu verhandelten Streitsachen nachlesen; sie sind in sogenannten Weistümern erhalten.

### Frühere Innenausstattung
Ehemals hatte die Kirche drei Altäre, den Hochaltar und zwei Seitenaltäre. Um 1887 berichtet Rosellen: „Der Hochaltar wurde dem heiligen Stephanus, der eine Seitenaltar der heiligen Katharina, der andere unter dem Titel des heiligen Kreuzes geweiht“. „Von den im Zopfstil ausgeführten barocken Altären sind nur noch die beiden ersten vorhanden“. Weiter wird aus damaliger Zeit berichtet: „Die heiligen Gefäße sind alle neueren Datums, da die Kirche vielmal durch Raub heimgesucht wurde“.

## Gegenwart

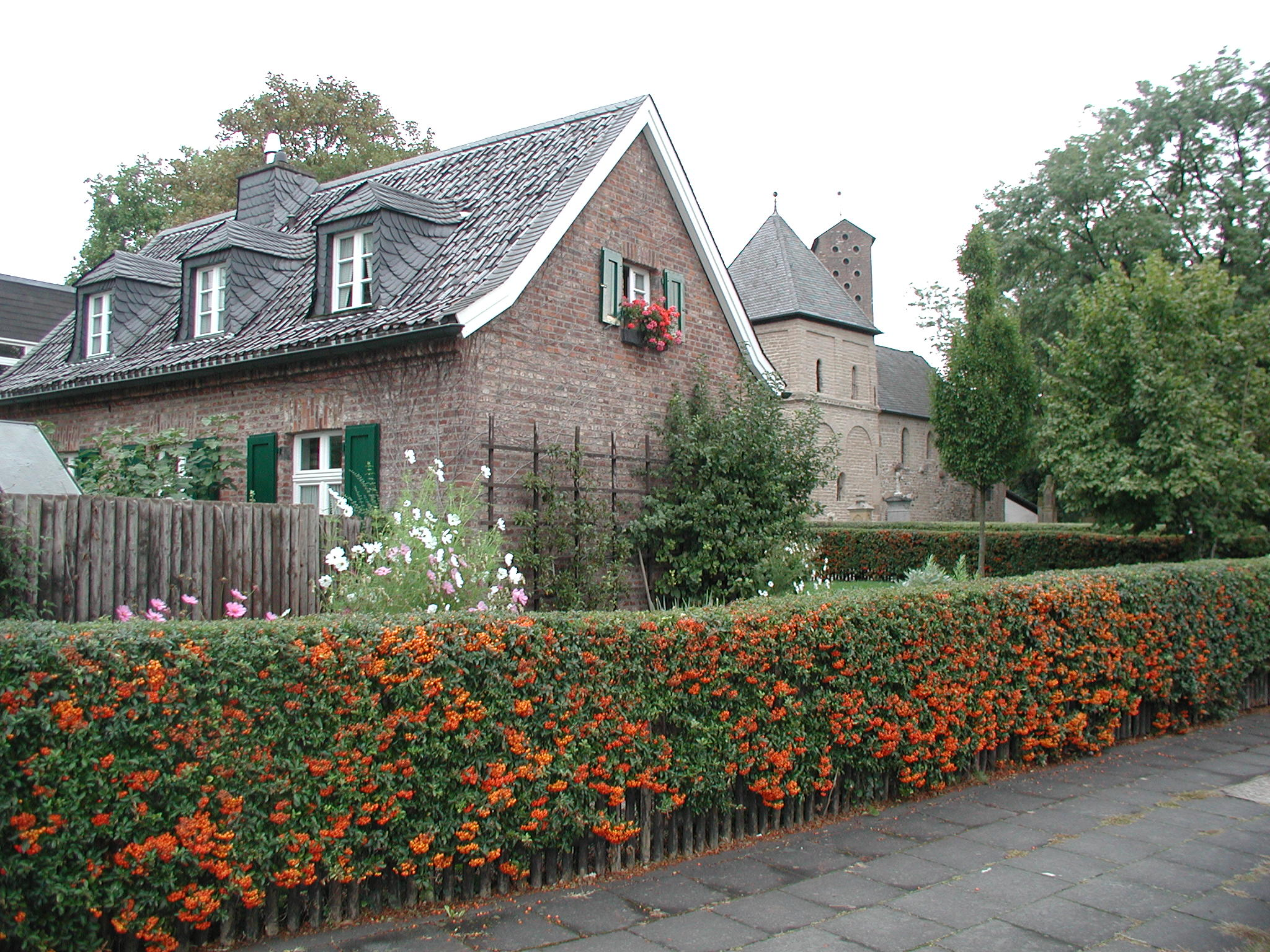
Ehemalige Zwergschule an der Kirche

Anfang des 20. Jahrhunderts wurden die Sakristei erweitert und das Hauptschiff mit einer flachen Holzbalkendecke versehen. Das Erscheinungsbild von Alt St. Stephan wandelte sich im Lauf der Jahrhunderte nicht nur äußerlich, auch spätere Eingriffe in den Bestand der Inneneinrichtung waren gravierend. So hat sich durch die Entfernung der Barockaltäre das Innere der Kirche wesentlich verändert. Die Mensa des Hochaltars wurde erneuert, ihr Retabel (um 1770) erhielt die Albertuskirche. Ein wertvolles Ausstattungsstück fand sich auf dem Speicher der Kirche wieder, eine Bronzemadonna (24,5 cm hoch) aus der Mitte des 14. Jahrhunderts stammend; auch sie, wie auch eine bäuerliche Pietà des 15. Jahrhunderts befinden sich jetzt in St. Albertus Magnus. Eine kleine geschnitzte Anna selbdritt (Ende 15. Jh.) fand ihren Platz auf dem Seitenschiffaltar. Auf Konsolen im Hauptschiff stehen eine Katharinenfigur und eine Standmadonna. Eine Stephanusstatue, eine Arbeit des 18. Jahrhunderts, wechselte nach Neu St. Stephan, der heutigen Pfarrkirche.
1926 erfolgte der Abriss des historischen Hofgutes Kriel in unmittelbarer Nachbarschaft zur Kirche. Mit seiner Kirche und Gerichtsbarkeit war es über viele Jahrhunderte Kernstück des alten Kriel. Auch der an ihm südlich vorbeiführende Gleueler Bach wurde verrohrt. Trotz schwerer Beschädigungen im Kriegsjahr 1944 blieb die Bausubstanz des Krieler Dömchens erhalten. Das noch verbliebene Pfarrhaus wurde um 1970 niedergelegt. Nach dem Umzug der Kölner Hochschule für Katholische Theologie von Sankt Augustin nach Lindenthal im April 2021 wird der Krieler Dom auch als Kirche der Hochschule genutzt.